# Design for Living

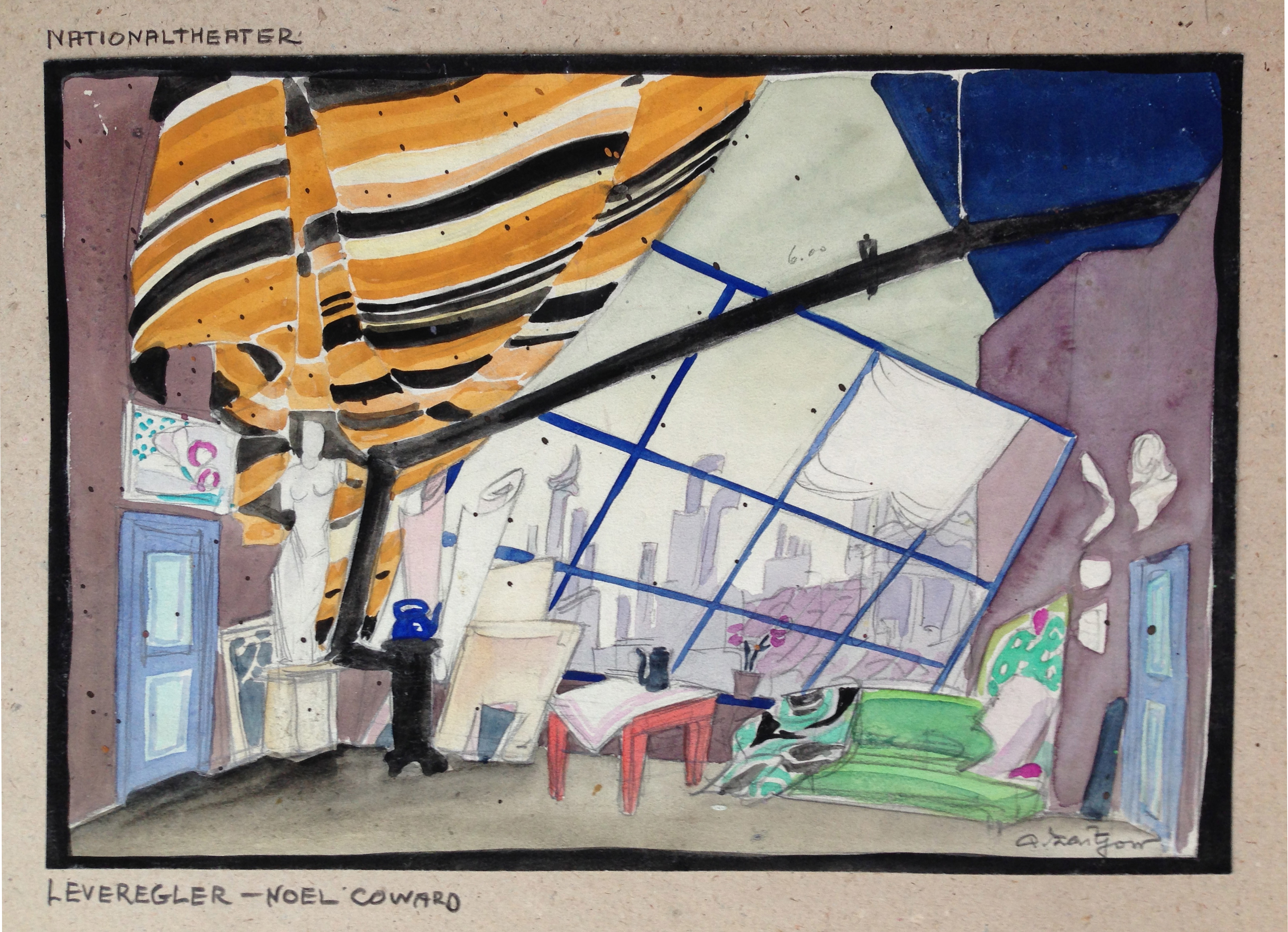
Boceto de escenografía para la obra de Noël Coward, Design for living, representada en el Teatro Nacional de Noruega en 1937.

Design for living, traducida como Diseño para mi vida o La alegría de vivir, es una obra de teatro escrita por Nöel Coward y estrenada en 1933.

## Argumento

### Acto I
Este primer acto se desarrolla en París en 1932 en el decadente estudio de Otto.
Gilda es una diseñadora de interiores que convive con el pintor Otto, tras haber convivido con Leo, un autor. Gilda recibe la visita de Ernest Friedman, un marchante de arte, amigo de los tres, quien se encuentra bastante contento con su nueva adquisición un Matisse y viene a mostrárselo a Otto, pero Gilda le anuncia que se encuentra en cama enfermo y no debe molestársele. Asimismo, Ernest le informa a Gilda de que Leo ha regresado a París desde Nueva York en donde ha conseguido un gran éxito.Es en ese instante cuando entra por la puerta Otto con el equipaje, por lo que Ernest se da cuenta de que Gilda le ha engañado. Al enterarse Otto de la noticia, acudirán en busca de Leo al Hôtel George-V, en donde se supone que está alojado. Sin embargo, es Gilda la que pasa la noche con Leo, para acabar discutiendo de como se lo dirán a Otto, a quien ambos aman. Cuando éste se entera monta en cólera y decide renunciar a ambos.

### Acto II
Este acto se desarrollara 18 meses después en el apartamento de Leo en Londres y está formado por tres escenas.
En la primera, descubrimos que Gilda y Leo viven juntos en el más absoluto éxito. Un periodista y un reportero acuden a hacer una entrevista a Leo, durante la cual, él hará declaraciones de cuan superficial es el éxito.
En la segunda, unos días más tarde, mientras Leo se encuentra de viaje, Otto, quien también ha alcanzado el éxito, es invitado por Gilda a cenar. Durante la cena ambos recordarán su viejo amor, para terminar abrazándose y besándose.
La tercera y última se produce a la mañana siguiente. En la cama, Gilda le informa a Otto que dejará a Leo y volverá con él, cuando regresa Leo y les sorprende. Ambos discutirán y Gilda huirá lo que hará que ambos ahoguen juntos sus penas en alcohol y terminan abrazándose impotentes.

### Acto III
Este acto se desarrolla dos años más tarde, en la casa de Ernest en Nueva York. Dispone de dos escenas.
En la primera, Gilda está casada con Otto y es una diseñadora de gran éxito. Gilda da una recepción a una gran cantidad de importantes invitados.En medio de la recepción, regresan Leo y Otto, ambos impecablemente vestidos. Ellos instan a los invitados a abandonar la recepción, pero finalmente Gilda también pretende echarlos con el resto de invitados, pero secretamente les da una clave a ambos y les promete que volverá a verlos.
En la segunda, Ernest regresa al apartamento y encuentra a Otto y a Leo en su apartamento, incluso este último con su pijama puesto. Sin embargo, Gilda no aparece por ningún sitio, sino que ha permanecido toda la noche en un hotel para poder pensar y ordenar sus sentimientos. Cuando Gilda regresa, Otto y Leo, le confirman a un incrédulo Ernest, que no les importa en absoluto el estatus formal de su esposa. Es entonces, cuando ella reconoce que la atracción que ejercen sobre ella los dos es absolutamente irresistible y no es capaz de elegir a solo uno de ellos. Ernest se apresura a denunciar lo asqueroso de la situación y Gilda, Otto y Leo caen juntos de un ataque de risa en un sofá.

## Representaciones destacadas
- Theatre Ethel Barrymore, Broadway (Estreno, 24 de enero de 1933).
  - Intérpretes: Lynn Fontanne (Gilda), Alfred Lunt (Otto), Noel Coward (Leo), Campbell Gullan (Ernest)

- Théâtre des Célestins, Lyon. 1948. (Sérénade a trois).
  - Dirección: Jacques-Henri Duval.
  - Intérpretes: Danielle Darrieux, Claude Joseph.

- Phoenix Theatre, Londres, 1973
  - Intérpretes: Vanessa Redgrave (Gilda), Jeremy Brett (Leo), John Stride (Otto).

- Teatro Arlequín, Madrid, 1974.[1]
  - Adaptación: Conchita Montes.
  - Dirección: Conchita Montes.
  - Intérpretes: Gemma Cuervo, Carlos Larrañaga, Germán Cobos, Charo Zapardiel, Mimí Muñoz, Jesús Enguita, Amadeo Sans.

- Circle in the Square Theatre, Broadway, Nueva York, 1984.
  - Dirección: George C. Scott
  - Intérpretes: Jill Clayburgh (Gilda), Raul Julia (Leo), Frank Langella (Otto).

- Teatro Galileo, Madrid, 2011.[2]
  - Adaptación: José Ramón Fernández.
  - Dirección: Francisco Vidal.
  - Intérpretes: Candela Serrat (Gilda), David Villanueva (Otto), Fernando Escudero (Leo), Francisco Vidal (Ernest).

- Teatro Tabarís, Buenos Aires. 2015. (Otro estilo de vida).
  - Dirección: Lía Jelin.
  - Intérpretes: Inés Estévez (Gilda), Alberto Ajaka (Leo), Marco Antonio Caponi (Otto).

## Versión cinematográfica
Titulada Una mujer para dos, se estrenó en 1933.